# Народицкий, Лев Иосифович
Лев Иосифович Народицкий (1913, Мариуполь, Екатеринославская губерния — 1977, Москва) — советский художник; член Союза художников СССР.

## Биография
Окончил Московский государственный художественный институт им. В. И. Сурикова (1948) Учителя по специальности: Г. М. Шегаля и С. В. Герасимова. Живописец. Член Союза художников СССР. (1948). Участник Великой Отечественной войны.
Работал в Мастерской агитплаката Московского отделения Художественного фонда РСФСР. Исполнил совместно с Г. О. Вальком сатирические и агитационные плакаты: «К ответу!» (1957), «900 тонн стали сверх плана» (1959), «Заснул трактор» (1962) и другие. Основные произведения: «Штурм парламента в Вене» (1946), «Первенец» (1949), «В часы отдыха» (1952), «В 1941 году» (1967), «В Сталинграде» (1969), «На Южный Фронт» (1969), «Давай закурим» (1970), «Фон Паулюс и другие» (1970). «Тревога» (1975). Произведения репродуцированы на открытках: «Первенец» (1950), «Копры» (1952), «Копры. На стройке Куйбышевской ГЭС» (1952), «Цветы» (1960), «С днем рождения!» (1960).
Автор многочисленных работ на военно-патриотическую тему. Участник выставок: Городских и республиканских (с 1946). Персональная выставка в Москве (1979). Выставка «Месяц у тружеников земли», Москва (1963). Передвижная выставка советской живописи и графики (1949). Выставка советской живописи и графики (1949). Всесоюзная художественная выставка (1951). Выставки «Великие стройки коммунизма» и «Москва социалистическая» (1952). Передвижная выставка живописи и графики советских художников (1953). Выставка «Советское и классическое русское искусство» (1953). Выставка живописи московских художников (1954). Выставка произведений советских художников из собрания Государственной Третьяковской галереи, посвященная 300-летию воссоединения Украины с Россией, Киев (1954). Выставка живописи, скульптуры, графики и работы художников театра и кино Москвы и Ленинграда (1955). Выставка «Москва социалистическая в произведениях московских художников» (1957). Выставка «Строительство Куйбышевской ГЭС в произведениях художников» (1958).
Станковые произведения Л. И. Народицкого находятся в Государственной Третьяковской галерее (ГТГ) и других региональных музеях России, тиражные плакаты – в Музее-заповеднике Наровчатского района Пензенской области, Сарапульском историко-архитектурном и художественном музее-заповеднике, Ярославском историко-архитектурном и художественном музее-заповеднике, Ярославском художественном музее (ЯХМ).
Работы находятся в Государственной Третьяковской галерее, Удмуртском республиканском музее изобразительных искусств и других региональных музеях России. В частных коллекция Украины, Италии, Австралии, США, Англии и других странах.

## Награды и звания
- два ордена Красной Звезды
- Заслуженный художник РСФСР